# Le Petit Journal
Le Petit Journal – paryski dziennik wydawany od 1863 do 1944 roku.
Został założony przez Moïse Polydore Millauda. Na jego łamach ukazywały się w odcinkach powieści Émile Gaboriau i Ponson du Terrail. U szczytu popularności około 1890 nakład sięgał około miliona egzemplarzy.
Od 1884 roku ukazywał się cotygodniowy ilustrowany dodatek do gazety (w 1895 nakład wynosił około miliona egzemplarzy).
W 1891 roku gazeta zorganizowała wyścig kolarski Paryż–Brest–Paryż, a w 1894 roku pierwszy w historii rajd samochodowy wygrany przez hrabiego Jules'a de Dion.

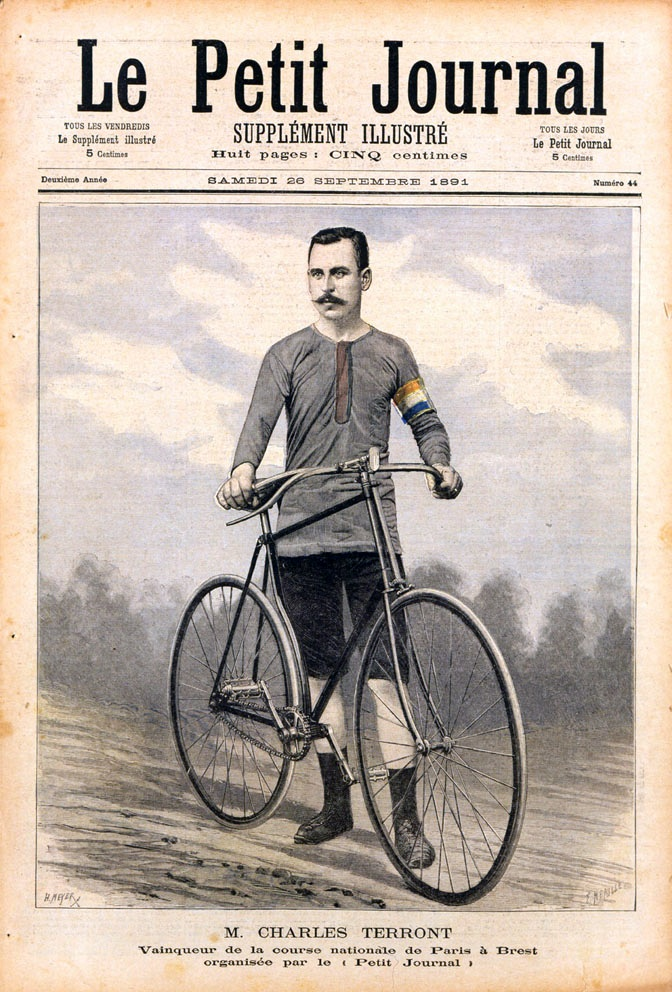
Okładka z 21 września 1891 roku przedstawiająca zwycięzcę wyścigu kolarskiego, Charlesa Terronta